# 清河站 (地铁)
清河站位于北京市海淀区，是北京地铁13号线、昌平线和19号线支线分別在清河站附近（清河街道安宁庄附近怡美家园社区，与上地街道上地科技园社区相邻）设置的与清河站接驳的地铁站，与2019年12月30日连同火车站启用。其中，西侧站台为北京地铁13号线使用站台；另外地下二层为北京地铁19号线支线、昌平线站台。

## 站名问题
根据北京市规划和自然资源委员会的批复，地铁清河站的站名以京张铁路清河站命名，因此站名应包含“站”字（和10号线丰台站情况相同）。2019年年底的线路图上该站站名为“清河”，通过领导留言板的投诉和媒体报道，在2020年8月更换的13号线导视中已改为“清河站”。2020年12月的线路图上该站中文站名为“清河站”，英文为“Qinghe Railway Station”。2021年12月，由于北京地铁全面更换地铁站名翻译规范，地铁站的译名更改为先拼音后英文的“Qinghe Zhan (Qinghe Railway Station)”。2022年12月，随着昌平线南延段的试运行，清河站昌平线站台层将清河站的译名换回“Qinghe Railway Station”，但在昌平线南延段开通后，车内电子地图屏未对清河站的译名同步进行更改。2023年，清河站的译名再次改回“Qinghe Zhan (Qinghe Railway Station)”。

## 车站设计
本站为地下二层和地面一层车站，其中13号线位于地面，昌平线位于地下二层，13号线建设之初可能已预料到该站将随拆分改造工程而变成18号线一部分，因此按8节编组长度建设站台。

### 车站楼层
| 地面层   |                                | █ 13号线往西直门（上地）                   |
| 地面层   | 岛式站台，左側開門             |                                            |
| 地面层   | █ 13号线往东直门（西二旗）     |                                            |
| 地下一层 | 站厅                           | 客服中心，换乘厅，进出站口，连接国铁清河站 |
| 地下二层 |                                | █ 昌平线往蓟门桥 （朱房北）                |
| 地下二层 | 岛式站台，左側開門             |                                            |
| 地下二层 | █ 昌平线往昌平西山口（西二旗） |                                            |
| 地下二层 | 19号支线站台（暂未开放）       |                                            |
| 地下二层 | █ 19号线支线站台               |                                            |

### 出入口
地铁清河站设有东、西、北进站口及西、南、北出站口。西出站口仅供换乘国铁使用。
|                          |                  |      |  |
|                          |                  |      |  |
| 编号                     | 建议前往的目的地 | 照片 |  |
| 连通 13号线 昌平线换乘厅 |                  |      |  |
| 出口 · SN                | 清河站地下通道   |      |  |
| 出口 · SS                | 清河站地下通道   |      |  |
|                          | 进站口           |      |  |
| 出口 · SW                | 换乘国铁站       |      |  |

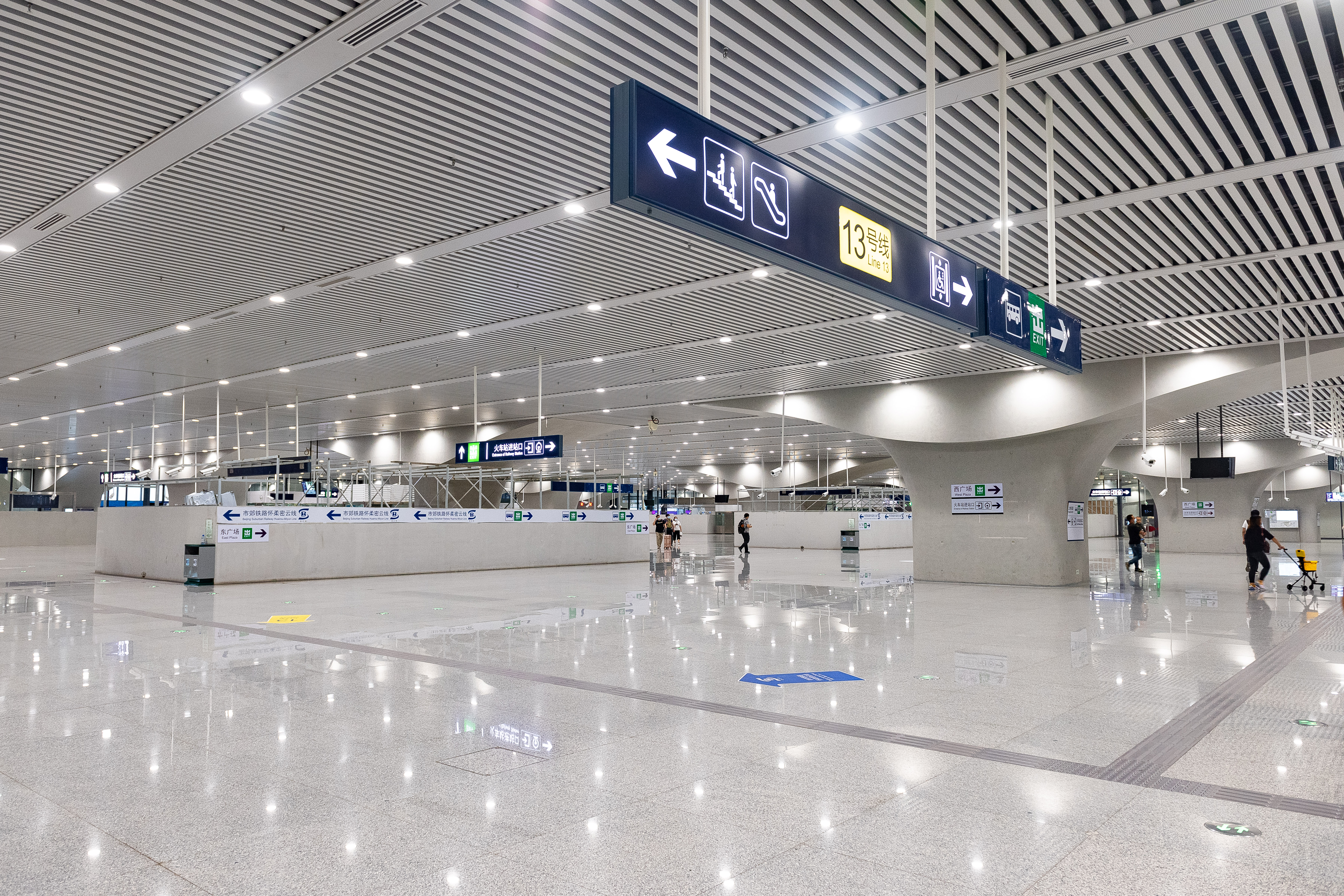
2021年9月拍摄的地铁站厅，可见施工中的昌平线车站入口
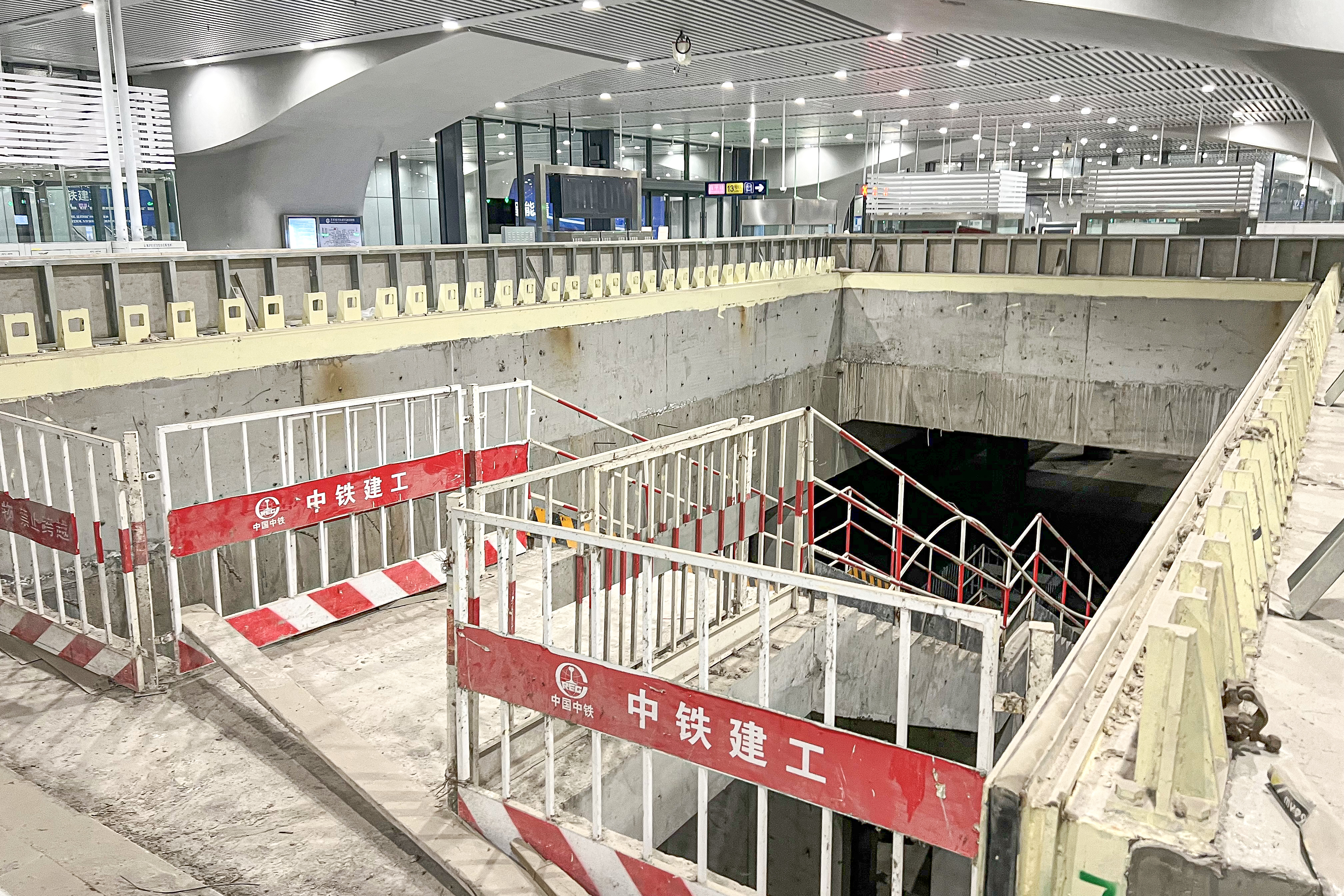
地铁站厅东侧的19号线支线预留部分

## 车站艺术
昌平线车站站台多处装饰有展现冰雪运动的艺术品《激情冰雪，活力冬奥》。